# Parque Nacional de Biscayne

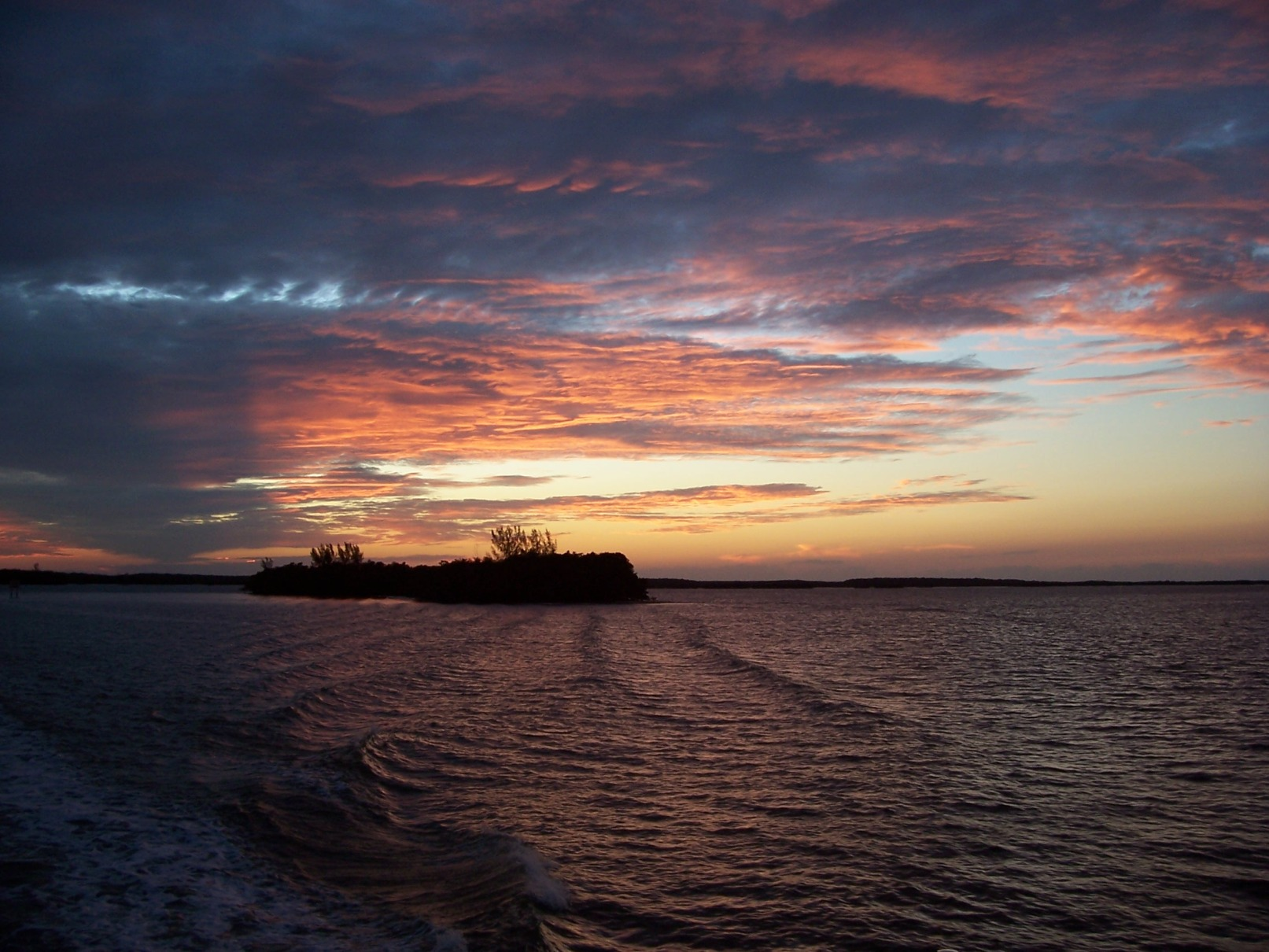
Pôr do sol no Parque Nacional de Biscayne

O Parque Nacional de Biscayne (em inglês:  Biscayne National Park) é um parque nacional localizado na Flórida, Estados Unidos.